# Osio de Córdoba
Hosius, Osius u Ossius de Córdoba (Córdoba, 256-Sirmio, en la actual Serbia, 357) fue obispo y Padre de la Iglesia hispano, así como consejero del emperador Constantino I el Grande.  En 316, bajo su influencia, Constantino concedió a los obispos la manumissio in Ecclesia, que creó la facultad de emancipar esclavos en las iglesias, un proceso más simple y directo que la compleja emancipación por juzgado que se empleaba desde tiempos republicanos.

## Biografía
Nació en Córdoba en una importante familia hispano-romana. Aunque el historiador bizantino Zósimo le atribuya origen egipcio esta palabra debe ser entendida como mago, sacerdote o sabio. Fue elegido obispo de su ciudad natal en 294. Durante la persecución de Diocleciano y de Maximiano padeció tormento por la fe y fue enviado al destierro. Asistió al Concilio de Elvira en Hispania, entre cuyas firmas aparece en undécimo lugar. Famoso por su prudencia y dotes políticas, acompañó al emperador Constantino a Milán en el año 313, y parece ser que influyó en la redacción del Edicto de tolerancia religiosa que el Emperador proclamó en ese lugar. La relación con Constantino fue muy profunda y se considera que fue Osio quien lo catequizó y llevó al bautismo, celebrado, curiosamente, por el antiguo obispo arriano Eusebio de Nicomedia en el momento de su muerte.
La principal actividad por la que es conocido es su lucha contra la herejía de Arrio, que negaba la divinidad del Hijo y su consubstancialidad con el Padre, y que comenzaba a florecer en Alejandría. Osio fue enviado por el emperador para mediar en las disputas entre Arrio y san Atanasio. Llevó consigo cartas del Emperador para cada uno de ellos. Lamentablemente, la discusión entre Alejandro y Arrio era peor que lo que esperaba Constantino, y Osio no logró la paz, ya que las posiciones de ambos eran irreductibles. El conflicto conduciría al famoso Concilio de Nicea convocado por san Osio, con una orden de Constantino, en 325. Participaron 318 obispos presididos por el mismo Osio, que firmó el primero tras los delegados del papa. Osio mismo redactó el Símbolo de la Fe, el llamado Credo Niceno.
En 343 convocó el Concilio de Sárdica, al que acudieron 300 obispos griegos y 76 latinos, para fijar las líneas de organización eclesiástica y reafirmar la condena del arrianismo. De vuelta a Hispania, reunió en Córdoba un concilio provincial, en el cual hizo aprobar las decisiones de Sárdica. 
El año 355 el emperador proarriano Constancio II decidió terminar con la gran influencia de Osio y obligarle a que condene a san Atanasio. Ante las insidias imperiales, el obispo cordobés le respondió en una epístola en 356:

Yo fui confesor de la fe cuando la persecución de tu abuelo Maximiano. Si tú la reiteras, estoy dispuesto a padecerlo todo antes que a derramar sangre inocente ni ser traidor a la verdad. Haces mal en escribir tales cosas y en amenazarme (...) Dios te confió el Imperio, a nosotros las cosas de la Iglesia (...) Ni a nosotros es lícito tener potestad en la tierra, ni tú, Emperador, la tienes en lo sagrado...

Es el primer texto en el que aparece la figura de la separación entre autoridad eclesiástica y autoridad civil. Constancio obligó a comparecer a Osio, ya centenario, ante un concilio arriano, donde se le presionó, azotó y atormentó, negándose rotundamente a firmar la condenación de Atanasio. Osio fue desterrado a Sirmio, en Panonia, y murió, con 101 años, lejos de su tierra y de su diócesis en 357. Es falso[cita requerida] lo que escribe San Isidoro en el sentido de que, casi centenario y sometido a todo tipo de presiones, cayó pocos años antes de su muerte en el arrianismo, dato que repite Atanasio de Alejandría el Grande en el sentido de que habría aceptado una fórmula de fe arriana en 357; en todo caso habría perseverado siempre en su rechazo a condenar a Atanasio.
Aparte de la Carta a Constancio (Cordubensis episcopi epistola ad Constantium Augustum imperatorem), escribió otras dos: Epistula ad Iulium papam y De laude virginitatis y un Tratado sobre la interpretación de las vestiduras de los sacerdotes en la ley antigua, según noticia conservada por San Isidoro. Sus obras aparecen recogidas en la Patrología latina de Jacques-Paul Migne.

### El Concilio de Antioquía
En 325, durante el intervalo entre la reunión con las facciones arrianas y ortodoxas en Egipto y el Concilio de Nicea, Osio presidió un concilio regional en Antioquía. Asistieron 55 obispos orientales que redactaron un credo trinitario, el primer credo en la historia de la Iglesia para el clero en lugar de los catecúmenos. Rebatió las afirmaciones de Eusebio de Cesarea y los otros arrianos que sostuvieron que hubo un tiempo en que Cristo no existía y que era mutable. Esos fueron excomulgados temporalmente por ir en contra de las decisiones unánimes del consejo, aunque se entendió que la decisión podía anularse dependiendo de los veredictos del concilio Ecuménico de Nicea.

### Veneración como santo

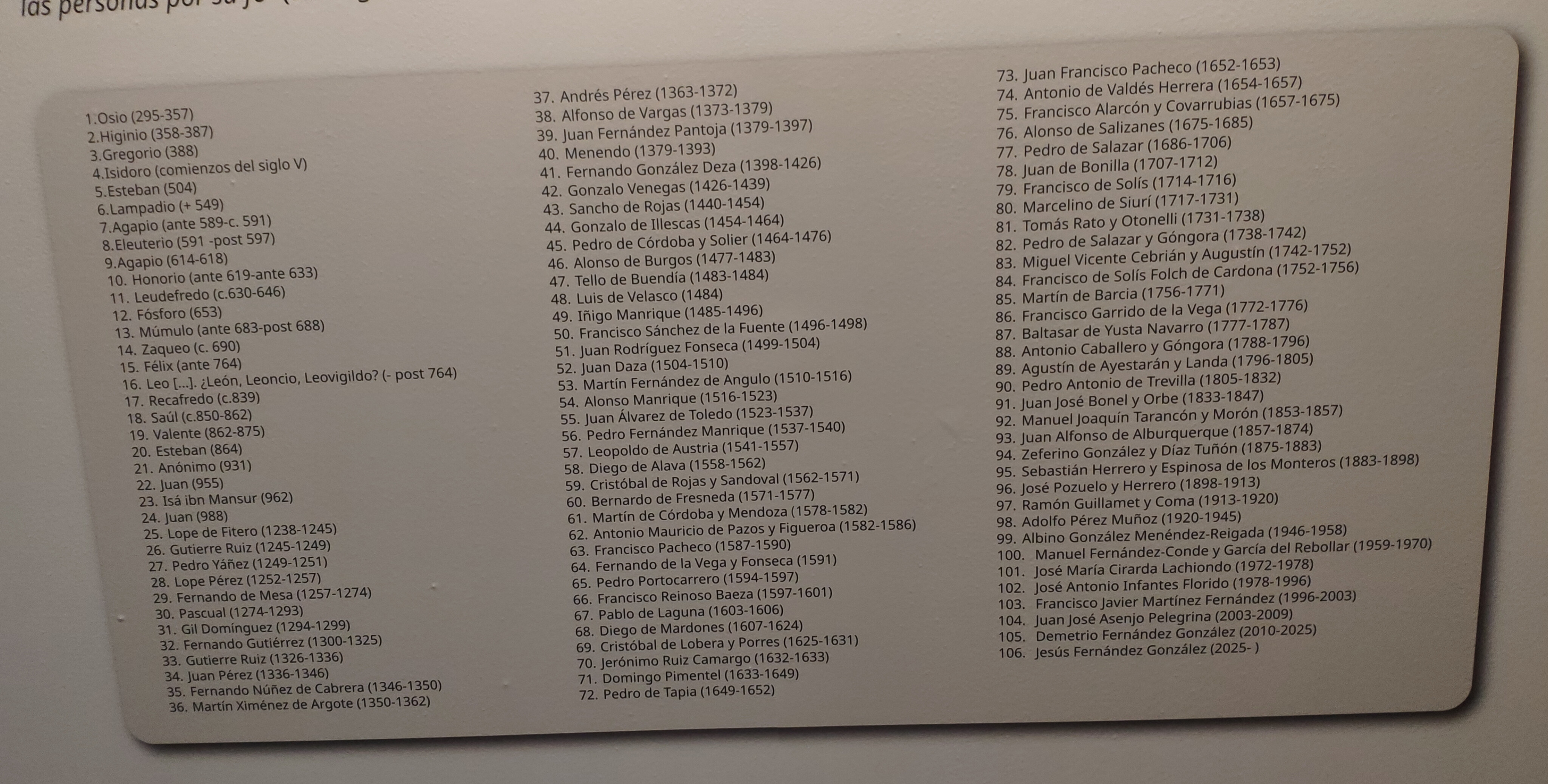
Lista de los obispos españoles de la diócesis de Córdoba

La Iglesia ortodoxalo venera como santo confesor, y celebran su fiesta el día 27 de agosto. Algunas iglesias católicas de rito Oriental también lo veneran.
El nombre de Osio formó parte del martirologio romano desde aproximadamente el siglo V hasta el siglo VII, cuando empezaron a surgir rumores de que se había reconciliado con un grupo arriano durante sus últimos años de vida. Como consecuencia, fue retirado del calendario y descanonizado. Durante el siglo XIX múltiples investigaciones comprobaron que los rumores sobre su relación con el arrianismo no tenían sustento. Desde entonces, la Diócesis de Córdoba ha pedido su rehabilitación.
En 2019, se abrió un proceso de canonización de Osio de Córdoba en la iglesia católica de occidente. Desde entonces es reconocido como siervo de Dios.